# 層雲峽
43°43′32.2″N 142°57′22.7″E / 43.725611°N 142.956306°E
層雲峽（日语：層雲峡，そううんきょう）是日本北海道上川町的一座峽谷，位於大雪山國立公園境內，為石狩川沿岸一段約24公里長的斷崖峭壁。是大雪山主要的觀光景點。峽谷旁有層雲峽溫泉，是北海道規模較大的溫泉街之一，除了溫泉之外，層雲峽還有流星瀑布、銀河瀑布等景點。
峽谷兩岸可以見到約三萬年前大雪山火山爆發時火山碎屑流堆積後產生的柱狀節理，經過溪谷侵蝕後，柱狀節理的斷崖高度最高有200公尺
過去原本在阿伊努語中稱此地為「so-un-pet/」，意思是「有很多瀑布的河川」，1921年日本詩人大町桂月將此地命名為層雲峽。

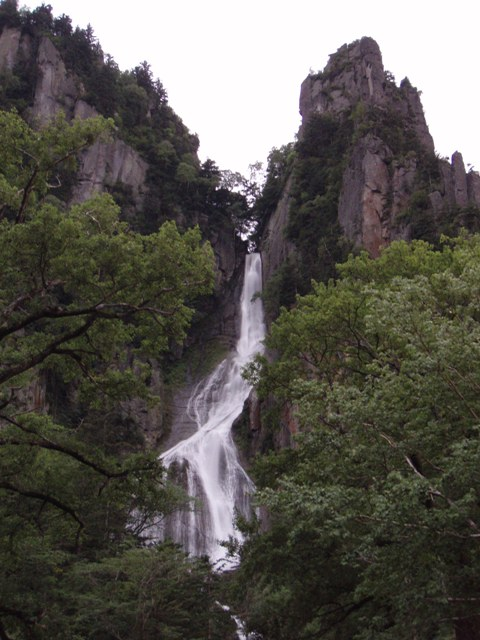
銀河瀑布
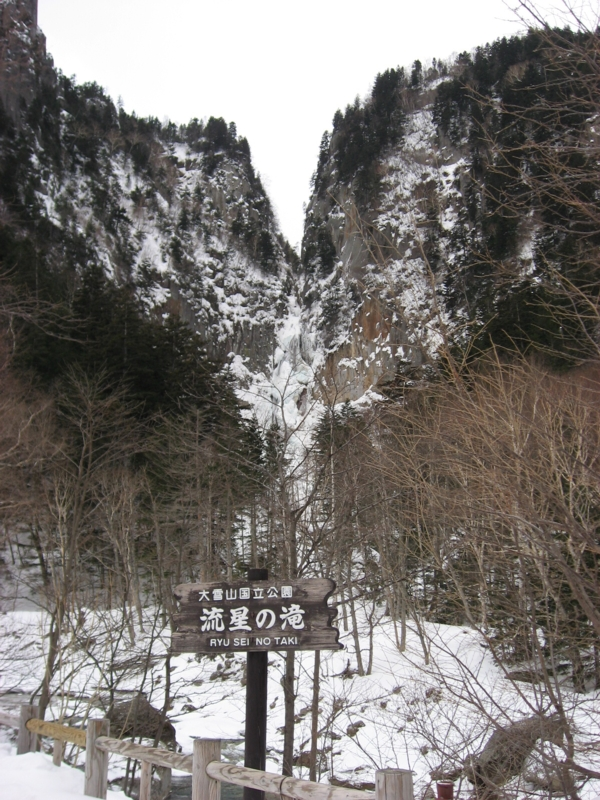
冬季時結冰的流星瀑布
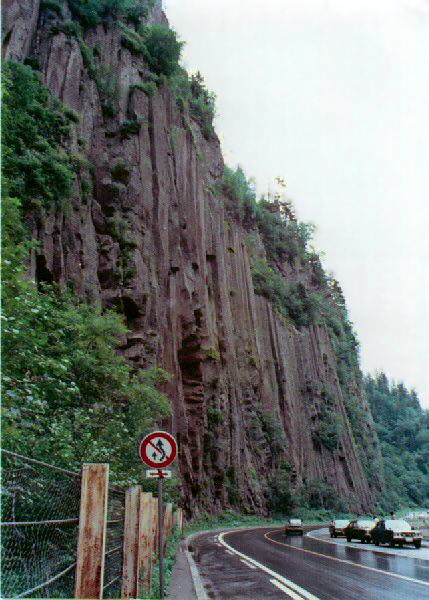
柱状節理
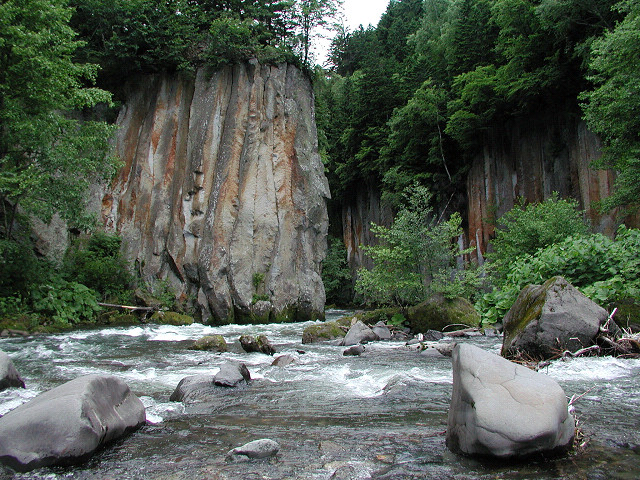
柱状節理

## 外部連結
- （日語） 大雪山國立公園・層雲峽旅客中心 （页面存档备份，存于）
- （日語） 層雲峽觀光協會 （页面存档备份，存于）
  - （繁體中文） 繁體中文網站 （页面存档备份，存于）
  - （简体中文） 簡體中文網站 （页面存档备份，存于）